# Лазай, Кацпер
Кацпер Лазай (пол. Kacper Łazaj, 24 июля 1995, Слупск, Польша) — польский футболист, нападающий.

## Карьера
Лазай — воспитанник «Лехии». В 2012 году перешёл в основной состав. 8 октября 2012 года Лазай дебютировал в основном составе клуба в матче против «Шлёнска». На тот момент футболисту было 17 лет 2 месяца и 14 дней. Через месяц, 9 ноября, Лазай забил свой первый гол на профессиональном уровне. Футболист поразил ворота «Руха».
За сборную Польши до 18 лет сыграл 3 матча и забил 1 гол (18 апреля 2013 года в матче против сборной Чехии).